# Rally Città di Bassano
Il Rally internazionale città di Bassano o più semplicemente Rally di Bassano è un rally che si corre nell'area attorno alla città di Bassano del Grappa, con prove su asfalto. 
Il rally si corre dal 1984 e le prove speciali sono dislocate sull'altopiano di Asiago e sul Monte Grappa. Tradizionalmente la competizione si svolge nel periodo autunnale (nei mesi di settembre od ottobre). Dal 2006 la competizione è affiancata dal rally storico.
Visto il grande successo della manifestazione che da sempre raccoglie l'interesse della maggior parte dei piloti veneti e delle regioni vicine, da decenni ha assunto il nome di "Mundialito del Nordest".

## Storia
Il rally nacque nel 1984 dalla competizione di tre scuderie cittadine, la “Bassano Corse”, la scuderia “Città di Bassano” è l'“Hawk Racing Club” che decisero di organizzare una competizione motoristica, coi team locali che confluirono nella “Bassano Rally Racing", il comitato organizzatore della gara. 
La prima edizione si svolse il 15 settembre 1984, su prove già utilizzate dal rally di San Martino di Castrozza. A partire per primo dal Ponte degli Alpini fu l'apripista Miki Biasion col navigatore Tiziano Siviero, entrambi bassanesi. 
L’anno successivo il rally entrò nel calendario delle gare valide per la Mitropa Rally Cup. Dal 1990 al 1994 il rally entrò a far parte del campionato nazionale “Promozione”. Negli anni successivi la gara, per scelta degli organizzatori, abbandonò il campionato Promozione passando alla formula internazionale e si guadagnò l’appellativo di “Mundialito del Nordest”. Il 2012 ed il 2013 furono caratterizzati dalla titolazione "IRCup Pirelli". A sorpresa partecipò alla 29ª edizione (2012) anche il polacco Robert Kubica che vinse quell'edizione. 
Dal 2014 il Città di Bassano è tornato ad essere rally nazionale, scelta effettuata sulla base delle nuove regolamentazioni e per andare incontro alla crisi economica mondiale.
Oltre ad essere tappa storica della Mitropa Rally Cup e del Campionato Triveneto Rally, dal 2023 il Bassano debutta in un campionato Italiano: il CIRA (Campionato Italiano Rally Asfalto).
Attualmente, il presidente del comitato organizzatore del Rally di Bassano è Paolo Grandesso, figura di riferimento nel mondo del motorsport locale, impegnato nella promozione e nella valorizzazione dell’evento sia a livello sportivo che territoriale.

### Le prove speciali
Tradizionalmente la gara si apre con lo shakedown sulle colline di Marostica mentre le prove speciali sono localizzate sul monte Grappa o sul settore orientale dell'altopiano di Asiago, dove la prova più iconica è la "Valstagna" che si corre sulla "strada delle Pale", strada realizzata dal genio militare italiano durante la prima guerra mondiale e che si sviluppa su un dislivello di circa 1000 m con 20 tornanti e che è soprannominata "l'università del rally".

## Albo d'oro

### Albo d’oro Rally Città di Bassano
- 1984 Pasutti / Trentin – Ferrari 308 GT
- 1985 Ceccato / Zami – Lancia 037 Rally
- 1986 Lucky / Pons – Lancia 037 Rally
- 1987 Baggio / Zanella – Lancia 037 Rally
- 1988 Dalla Pozza / Dalla Benetta – BMW M3
- 1989 Lucky / Cazzaro – BMW M3
- 1990 Lucky / Cazzaro – BMW M3
- 1991 Corradin / Mion – Lancia delta int.
- 1992 Longhi / Imerito – Lancia delta HF
- 1993 Pasquali / Tedeschini – Ford Escort. Cosw.
- 1994 Vicario / Andreussi – Lancia Delta HF
- 1995 Battaglin / Chiesa – Lancia Delta HF
- 1996 Battaglin / Marchi – Ford Escort Cosw.
- 1997 Battaglin / Marchi – Ford Escort Cosw.
- 1998 Battaglin /Marchi – Ford Escort Cosw.
- 1999 Lucky / Spollon – Subaru Impreza
- 2000 Lucky / Cazzaro – Subaru Impreza WRC
- 2001 Battaglin / Marchi – Toyota Corolla WRC
- 2002 Battaglin / Marchi – Toyota Corolla WRC
- 2003 Battaglin / Marchi – Toyota Corolla WRC
- 2004 Gasparotto / Bizzotto – Peugeot 206 WRC
- 2005 Piccolotto / Perin – Toyota Corolla WRC
- 2006 Battaglin / Marchi – Toyota Corolla WRC
- 2007 Spagolla / Bonotto – Peugeot 206 WRC
- 2008 Spagolla / Bonotto – Peugeot 307 WRC
- 2009 Battaglin / Marchi – Peugeot 307 WRC
- 2010 Battaglin / Marchi – Ford Focus WRC
- 2011 Soppa / Marchiori – Citroen Xsara WRC
- 2012 Kubica / Inglesi – Subaru Impreza WRC
- 2013 Fontana / Arena – Ford Focus WRC
- 2014 Oriella / Tommasini – Ford Fiesta RRC
- 2015 Costenaro / Bardini – Peugeot 208 R5
- 2016 Sciessere / Baù – Citroen C4 WRC
- 2017 Sciessere / Zanella – Citroen DS3 WRC
- 2018 Rossetti / Ometto – Citroen DS3 WRC
- 2019 De Tommaso / Ascalone – Skoda Fabia R5
- 2020 Battaglin / Pagliarini – Hyundai i20 WRC
- 2021 Avbelj / Andrejka – Skoda Fabia R5
- 2022 Gryazin / Aleksandrov – Skoda Fabia R5 Evo 2
- 2023 Campedelli / Canton - Skoda Fabia R5 Evo
- 2024 Signor / Michi - Toyota GR Yaris  Rally 2

### Albo d’oro Rally storico Città di Bassano
- 2006 Basso / Alloro – Porsche 911 RS
- 2007 Costenaro / Marchi – Lancia Stratos HF
- 2008 Dal Molin / Michelazzo – Porsche 911 SC
- 2009 Guerra / Revelant – Porsche 911 RS
- 2010 Piccolotto / Cadore –  Porsche 911 RS
- 2011 Ambrosi / Zannoni – Porsche 911 Turbo
- 2012 Piccolotto / Bardini – Porsche 911 RS
- 2013 Tolfo / Bordin – Porsche 911 RS
- 2014 Tolfo / Bordin – Porsche 911 RS
- 2015 Iccolti / Ferrarelli – Porsche 911 RS
- 2016 Tolfo / Bordin – Porsche 911 RS
- 2017 Bianco / Tessaro – Ford Sierra Cosworth
- 2018 Tolfo / Bordin – Lancia 037 Rally
- 2019 Tolfo / Bordin – Lancia 037 Rally
- 2020 Nerobutto / Nerobutto – Opel Ascona 400
- 2021 G. Costenaro / Gambasin – Ford Sierra Cosworth
- 2022 Nodari / Nodari – Subaru Legacy 4WD
- 2023 Zanin / Cerantola - BMW M3 E30